# جيني سوليفان
جيني سوليفان (بالإنجليزية: Jenny Sullivan)‏ هي مخرجة وممثلة أمريكية، ولدت في 14 ديسمبر 1946 بلوس أنجلوس في الولايات المتحدة.

## وصلات خارجية
- جيني سوليفان على موقع IMDb (الإنجليزية)
- جيني سوليفان على موقع ألو سيني (الفرنسية)
- جيني سوليفان على موقع أول موفي (الإنجليزية)
- جيني سوليفان على موقع قاعدة بيانات الأفلام السويدية (السويدية)
- جيني سوليفان على موقع قاعدة بيانات الفيلم (الإنجليزية)
- جيني سوليفان على موقع كينوبويسك (الروسية)